# 川之江市
川之江市（かわのえし）は、かつて愛媛県にあった市。東予地方の宇摩地域に位置していた。
2004年（平成16年）、伊予三島市・土居町・新宮村と共に市町村合併をして四国中央市となった。

## 地理
愛媛県の最も東に位置し、香川県、徳島県に接する。

## 歴史

### 先史時代
四国山地の支脈法皇山脈の東端にその源を発して、瀬戸内海の燧灘にそそぐ金生川が、その吐出する土砂によって形成した沖積平野に農漁民が住居を構えて定着し、先史時代の後期、川に沿って幾つかの点在する集落を形成した。これが合併によって川之江市を構成した川之江町ほか5箇町村の創生であるとされている。『和名抄』にいう山田郷、山口郷がこの地域に当たり、大化の頃、大和より伊予の国府に通じる太政官道（南海道）の大岡駅が設けられ、さらに、ここを分岐点として、それぞれの国府に至る土佐街道、阿波路が設けられ、既に開けた内海の船運と相まって海陸交通の要衝となり、人馬の往来が漸く繁しさを加えた。

### 中世
- 741年（天平13年） - 僧行基、勅による越智郡国分寺創立の途次川之江に立寄り草庵を結ぶ（仏法寺縁起）。
- 987年（寛和3年） - 僧恵心、諸国行脚の際、鷲尾山（現在の城山）の頂に「鷲尾山悪心院仏法寺」を建立す（仏法寺縁起）。
- 1337年（延元2年）3月 - 伊予の大領河野通政、その家臣の武将土肥義昌に命じて川之江に城廓を構築させ「仏殿城」と名付く。
- 1342年（興国3年）5月 - 足利氏の武将細川頼春に仏殿城攻略さる。頼春、伊予を引揚げてのち再び河野氏の支配に復す。
- 1364年（正平19年）9月 - 細川頼之、河野氏を討伐し、川之江再び細川氏の所領となるも、時の将軍義詮没し、頼之、執事として上京したのち、河野通直仏殿城を奪回し、川之江三度び河野氏の掌中に帰す。
- 1379年（天授5年）11月 - 細川頼元、伊予国に攻め入り仏殿城も細川氏の支配に属す。
- 戦国時代に入り川之江城は再び河野氏の支配下となる。
- 1572年（元亀3年）9月 - 阿波の武将三好将監、仏殿城を攻撃するも敗退。
- 1575年（天正3年）11月 - 河野氏の家臣川上但馬守、時の城主妻鳥氏を討ち代って川之江城主となる。
- 1582年（天正10年）6月 - 金川轟城主大西備中守仏殿城を攻略。
- 1584年（天正12年） - 長宗我部元親、大西備中守を亡ぼし川之江を支配。
- 1585年（天正13年） - 豊臣秀吉の四国征伐により長宗我部氏敗走。その後、小早川氏、福島氏、池田氏、小川氏と領主は移り、1611年（慶長6年）廃城となる。
- 1587年	（天正15年） - 越智郡国分城主福島正則の所領となる。

### 近世
- 1600年（慶長5年） - 関ヶ原の合戦後、伊予半国（20万石）の領主となった加藤嘉明（伊予松山藩主）の所領となる。
- 1627年（寛永4年） - 加藤氏に代わって伊予松山城主となった蒲生忠知の所領となる。
- 1636年（寛永13年）- 一柳直盛が西条藩6万8000石余に封じられるが同年死去。直盛の二男一柳直家が遺領中2万8600石を相続し、川之江藩を立藩。
- 1642年（寛永19年） - 直家が急死し、末期養子の禁に抵触したため、川之江地域の1万8600石は収公される（藩は播磨国小野藩として存続）。
- 1643年（寛永20年） - 旧川之江藩領は伊予松山藩の預かり地となり、松山藩は川之江代官所を置いて幕府領の管理にあたる。
- 1677年（延宝5年） - 川之江地域は幕府直轄領となる。
- 1691年（元禄4年） - 川之江代官所管轄地の別子山に別子銅山開坑。
- 1721年（享保6年） - 川之江地域は再び松山藩預かり地となる。

### 近現代
- 近代には製紙業が興り、川之江は発展を遂げた。
- 1868年（明治元年）3月 - 土佐藩主の山内氏の預りとなる。
- 1873年（明治6年）2月 - 愛媛県となる。
- 1871年（明治4年）1月 - 廃藩置県により備中倉敷県に属す。5月丸亀県に、11月松山県に属す。
- 1950年（昭和25年）3月17日 - 町内に昭和天皇の戦後巡幸。川之江小学校校庭に川之江町奉迎場を設けて昭和天皇を迎えた[1]。
- 1954年（昭和29年）11月 - 宇摩郡川之江町、金生町、上分町、妻鳥村、金田村及び川滝村が合併し、川之江市が発足する。
- 1956年（昭和31年）4月 - 財政再建団体指定。
- 1957年（昭和32年） - 市庁舎完成。
- 1963年（昭和38年）3月 - 財政再建団体措置から脱する。
- 1964年（昭和39年）1月 - 東予新産業都市指定。
- 1967年（昭和42年） - 市民会館完成。
- 1970年（昭和45年） - バンパックフェリー就航（川之江－神戸）。
- 1971年（昭和46年） - 三島川之江港、重要港湾指定。
- 1972年（昭和47年）12月 - 国道192号境目トンネル開通。
- 1978年（昭和53年）4月 - 国道192号バイパス開通。
- 1978年（昭和53年）9月 - 紙まつり（ペーパーカーニバル）始まる。
- 1980年（昭和55年）8月 - 堀切トンネル開通。
- 1981年（昭和56年）12月 - 市民文化センター竣工。
- 1983年（昭和58年）5月 - 国鉄川之江駅舎落成。
- 1984年（昭和59年） - 川之江市制30周年記念事業城山公園整備事業に着手し、1988年（昭和63年）に城山公園完成。
- 1985年（昭和60年）3月 - 四国縦貫自動車道三島川之江IC-土居IC開通、四国で初めての高速道路。
- 1985年（昭和60年）3月 - 国道11号川之江三島バイパス部分開通。
- 1986年（昭和61年）7月 - 川之江城完成（復元）。
- 1988年（昭和63年）5月 - 川之江市産業文化展示館完成（紙のまち資料館、郷土館併設）。
- 1992年（平成4年）1月 - 四国横断自動車道川之江JCT-大豊IC開通。
- 1992年（平成4年）10月 - 市民野球場完成。
- 1994年（平成6年）4月 - 森と湖畔の公園整備事業完了。
- 1995年（平成7年）10月 - 中国・元宣州市と友好都市に。
- 1998年（平成10年）7月 - 中心市街地活性化協議会発足。
- 1999年（平成11年）1月 - 新郷土館 かわのえ高原ふるさと館オープン。
- 2000年（平成12年）3月 - 徳島自動車道（四国縦貫自動車道）井川池田IC - 川之江東JCTの開通により四国縦貫自動車道・四国横断自動車道が本市内において交差（通称：エックスハイウェイ）。

### 行政区域の変遷
- 1873年（明治6年）2月 - 市内上分、金川、半田、三角寺の4村が組合をつくって役場を金川に置いたが、同18年これを上分村に移した。同22年になって上分が組合から分離し、金川、半田、三角寺の3箇村が合併して金田村となった。
- 同年 下山、領家、柴生、下川の4箇村の合併により川滝村成立。
- 同年　山田井、下分の合併により金生村成立。
- 1878年（明治11年） - 郡区町村編制法施行にあたり、川之江村には宇摩郡役所が置かれ、つづいて警察署、郵便局、税務署等も設置され、宇摩郡の中心として発達した。
- 1898年（明治31年） - 町制施行により川之江町となる。
- 1923年（大正12年） - 上分町町制施行。
- 1948年（昭和23年） - 金生町（きんせいちょう）町制施行。
- 1954年（昭和29年）3月 - 川之江町へ二名村を編入。
- 1954年（昭和29年）11月1日 - 川之江町ほか5箇町村（金生町、上分町、妻鳥村、金田村、川滝村）の合併により市制施行し、川之江市発足。
- 2004年（平成16年） - 宇摩地域の2市1町1村の市町村合併で四国中央市となり、川之江市は自治体としては歴史を閉じた。

```
川之江村・川之江町の系譜
（町村制実施以前の村）　（明治期）　　　　　　　　　（昭和の合併）　（平成の合併）
　　　　　　　　　　　　町村制施行時　　　　　　　
　　　　　　　　　　　　　　　　　あ　　　え　　　　お　
川之江　━━━━━━━川之江村━川之江町━┳━━━┳川之江市━┓
　　　　　　　　　　　二名村━━━━━━━┛　　　┃　　　　　┃
　　　　　　　　　　　妻鳥村━━━━━━━━━━━┫　　　　　┃
　　　　　　　　　　　　　　　　　　い　　　　　　┃　　　　　┃
　　　　　　　　　　　上分村━━━━上分町━━━━┫　　　　　┃
　　　　　　　　　　　　　　　　　　　　う　　　　┃　　　　　┃
　　　　　　　　　　　金生村━━━━━━金生町━━┫　　　　　┃
　　　　　　　　　　　川滝村━━━━━━━━━━━┫　　　　　┃
　　　　　　　　　　　金田村━━━━━━━━━━━┛　　　　　┃
　　　　　　　　　　　　　　　　　　　　　　　　　　　　　　　┃平成16年4月1日
　　　　　　　　　　　　　　　　　　　　　　　　　　　　　　　┃新設合併
　　　　　　　　　　　　　　　　　　　　　　　　　　　　　　　┣四国中央市
　　　　　　　　　　　　　　　　　　　　伊予三島市━━━━━━┫
　　　　　　　　　　　　　　　　　　　　新宮村━━━━━━━━┫
　　　　　　　　　　　　　　　　　　　　土居町━━━━━━━━┛
　　　　　　　　　　　　　　　　　　　　　　　　　
あ – 明治31年11月21日 川之江村が町制施行、川之江町に
い – 大正2年1月1日 上分村が町制施行し、上分町に
う – 昭和23年4月1日 金生村が町制施行し、金生町に
え – 昭和29年3月31日 川之江町が二名村を編入
お – 昭和29年11月1日 川之江町、妻鳥村、上分町、金生町、川滝村、金田村が合併、市制施行し川之江市に
（注記）川之江村・川之江町以外の合併以前の系譜はそれぞれの市町村の記事を参照のこと。

```

## 行政

### 歴代市長
- 初代 真鍋安次（昭和29年12月 - 昭和33年12月）
- 2代 星川鳳一（昭和33年12月 - 昭和37年12月）
- 3代 川崎喜三郎（昭和37年12月 - 昭和49年12月）
- 4代 石津栄一（昭和49年12月 - 平成2年12月）
- 5代 石津隆敏（平成2年12月 - 合併）

### 行政課題
丸住製紙が立地し、製紙産業が盛んで、用地需要に応えると共に、住工分離の観点から埋立地を造成し、工業用地、港湾施設等に提供してきた。ただ、昭和40年代から50年代までは海洋汚染による漁業被害にも直面した。
宇摩地域の広域合併についても、過去何度か気運の盛り上がりを見せたが、どちらかというと伊予三島市からの動きが活発であった。この経過については四国中央市の記事参照。

## 教育

### 高等学校
- 愛媛県立川之江高等学校

### 中学校
- 川之江市立北中学校(現・四国中央市立川之江北中学校)
- 川之江市立川之江南中学校(現・四国中央市立川之江南中学校)

### 小学校
- 川之江市立上分小学校(現・四国中央市立上分小学校)
- 川之江市立川滝小学校(現・四国中央市立川滝小学校)
- 川之江市立川之江小学校(現・四国中央市立川之江小学校)
- 川之江市立金生第一小学校(現・四国中央市立金生第一小学校)
- 川之江市立金生第二小学校(現・四国中央市立金生第二小学校)
- 川之江市立南小学校(現・四国中央市立南小学校)
- 川之江市立妻鳥小学校(現・四国中央市立妻鳥小学校)

## 交通

### 鉄道
- 四国旅客鉄道（JR四国）
  - 予讃線：川之江駅

### 道路

#### 高速道路
- 松山自動車道
  - 6 川之江Jct
  - 7 三島川之江IC
- 高知自動車道
  - 7 川之江東Jct
- 徳島自動車道
  - 7 川之江東Jct

#### 一般国道
- 国道11号
- 国道192号

#### 県道
- 主要地方道
  - 愛媛県道5号川之江大豊線
  - 愛媛県道9号大野原川之江線
- 一般県道
  - 愛媛県道121号川之江停車場線
  - 愛媛県道122号川之江港線
  - 愛媛県道123号金生三島線
  - 愛媛県道124号上分三島線
  - 愛媛県道333号三島川之江港線

## 出身有名人
- 福田和子（ホステス）※松山市生まれ
- 井原慎一朗（プロ野球選手）
- 加地君也（漫画家）
- 重森由佳（長崎国際テレビアナウンサー）
- 紫舟（女性書道家）
- 白川義員（写真家）
- 白石稔（声優）
- 高原慶一朗（ユニ・チャーム創業者・初代社長、元日本経団連評議員会副議長）
- 高原豪久（ユニ・チャーム第2代社長）
- 中泉英雄（俳優）
- 尾藤二洲（儒学者寛政の三博士）